# 麥克萊恩冰原島峰
67°50′S 143°57′E / 67.833°S 143.950°E
麥克萊恩冰原島峰（英語：McLean Nunataks），是南極洲的冰原島峰，位於喬治五世地，處於梅爾茨冰川西部，由澳大利亞探險家率領的探險隊發現，現時由南極條約體系管理。